# Jaqueline Silva (política)
Jaqueline Angela da Silva (Gama, 21 de abril de 1980) é uma empresária e política brasileira, filiada ao Movimento Democrático Brasileiro. Integra a Câmara Legislativa do Distrito Federal desde 2019, durante sua oitava legislatura.

## Biografia
Jaqueline nasceu em Gama, Distrito Federal. Quando tinha dez anos se mudou para Santa Maria, Distrito Federal. Ali se tornou comerciante, inicialmente como proprietária de um verdurão e depois de uma loja.

#### Derrotas Eleitorais
Antes de ser eleita para a Câmara Legislativa, Silva concorreu ao cargo outras três vezes: Em 2006, recebeu 1.165 votos (0,09%); em 2010, obteve 4.858 (0,35%); e, em 2014, alcançou 9.444 (0,62%). Estava filiada, respectivamente, ao Partido de Reedificação da Ordem Nacional (PRONA), Partido Trabalhista do Brasil (PTdoB) e Partido Pátria Livre (PPL).

#### Após Eleita
Silva foi eleita deputada distrital em 2018, pelo Partido Trabalhista Brasileiro (PTB), com 13 mil votos. No sítio eletrônico do TSE, divulgou-se que era astrônoma. No entanto, de acordo com Silva, tratou-se de um erro de digitação não corrigido, sendo a atividade empresarial sua ocupação real.
O Tribunal Regional Eleitoral (TRE-DF) barrou o registro de sua candidatura, entendendo que não havia comprovado ter se filiado ao PTB seis meses antes da eleição. O Tribunal Superior Eleitoral (TSE), entretanto, aceitou seu recurso interposto e deferiu o registro da candidatura, considerando que a filiação partidária de Silva havia ocorrido em tempo hábil. Logo depois, foi diplomada pela Justiça Eleitoral, recebendo a vaga antes considerada sendo de Telma Rufino.
Em 2019, Silva foi eleita, por unanimidade, como presidente do Partido Trabalhista Brasileiro do Distrito Federal (PTB-DF).
Em 2020, Silva apresentou projeto de lei que previa prioridade para mulheres com mais de quarenta anos em programas de qualificação profissional realizados pelo governo distrital.
Em 2022. Foi Re-Eleita pelo AGIR e se filiou ao MDB em 2023.